# Casearia velutina
Casearia velutina är en videväxtart som beskrevs av Carl Ludwig von Blume. Casearia velutina ingår i släktet Casearia och familjen videväxter. Inga underarter finns listade i Catalogue of Life.